# Cristo dolente (Maestro Francke Lipsia)
Il Cristo dolente  è un dipinto a tempera e oro su tavola (42,5x31,3 cm) del Maestro Francke, databile al 1425 circa e conservato oggi nel Museum der bildenden Künste di Lipsia.

## Storia e descrizione
L'opera è generalmente indicata come la prima su questo tema che ci sia pervenuta dell'artista domenicano, dalle caratteristiche un po' più arcaiche rispetto ad esempio alla versione di Amburgo.
La pala, nella sua cornice originale con elementi a rilievo, mostra su fondo oro il Cristo che è tenuto, davanti alla croce, da un angelo lacrimante, mentre altri due angioletti, in basso, ne sorreggono le mani e gli strumenti della passione: la lancia di Longino, il bastone con la spugna imbevuta d'aceto, una fascina di sterpi e la frusta e la colonna della flagellazione. 
Cristo si inarca dolente più che mai e smagrito, di un pallore mortale, solcato dal sangue delle ferite, sulla fronte, per via della corona di spine, sul costato e sulle mani. Dietro, sui chiodi che ancora stanno sulla croce, si vedono altre macchie di sangue. 
Con straordinaria immediatezza e taglio moderno l'artista rese il tema della sofferenza di Cristo tanto caro alle pratiche della devotio moderna, accentuando tutto ciò che potesse generare la compassione e la pietà dello spettatore. 
La figura di Cristo, così emaciata, ha evidenti derivazioni dalla scultura lignea contemporanea, ed è resa viva più che mai dal particolare uso di contrasti tra parti chiare e scure (le ali dell'angelo fanno infatti una quinta al pallidissimo corpo di Cristo, con un efficace bilanciamento dirigendosi in direzione opposta a quella della testa di Gesù) e accentuamento delle ombre. Di grande effetto è anche l'invenzione di raffigurare l'angelo solo in parte, nascosto dietro il corpo di Cristo: oltre a creare un senso di profondità spaziale, crea un suggestivo mistero, facendo intuire l'espressione mesta solo dagli occhi arrossati dal pianto, mentre il resto dell'immagine è creata nella mente dello spettatore. 
Straordinario è il realismo di alcuni dettagli, come le venature del legno della croce. 

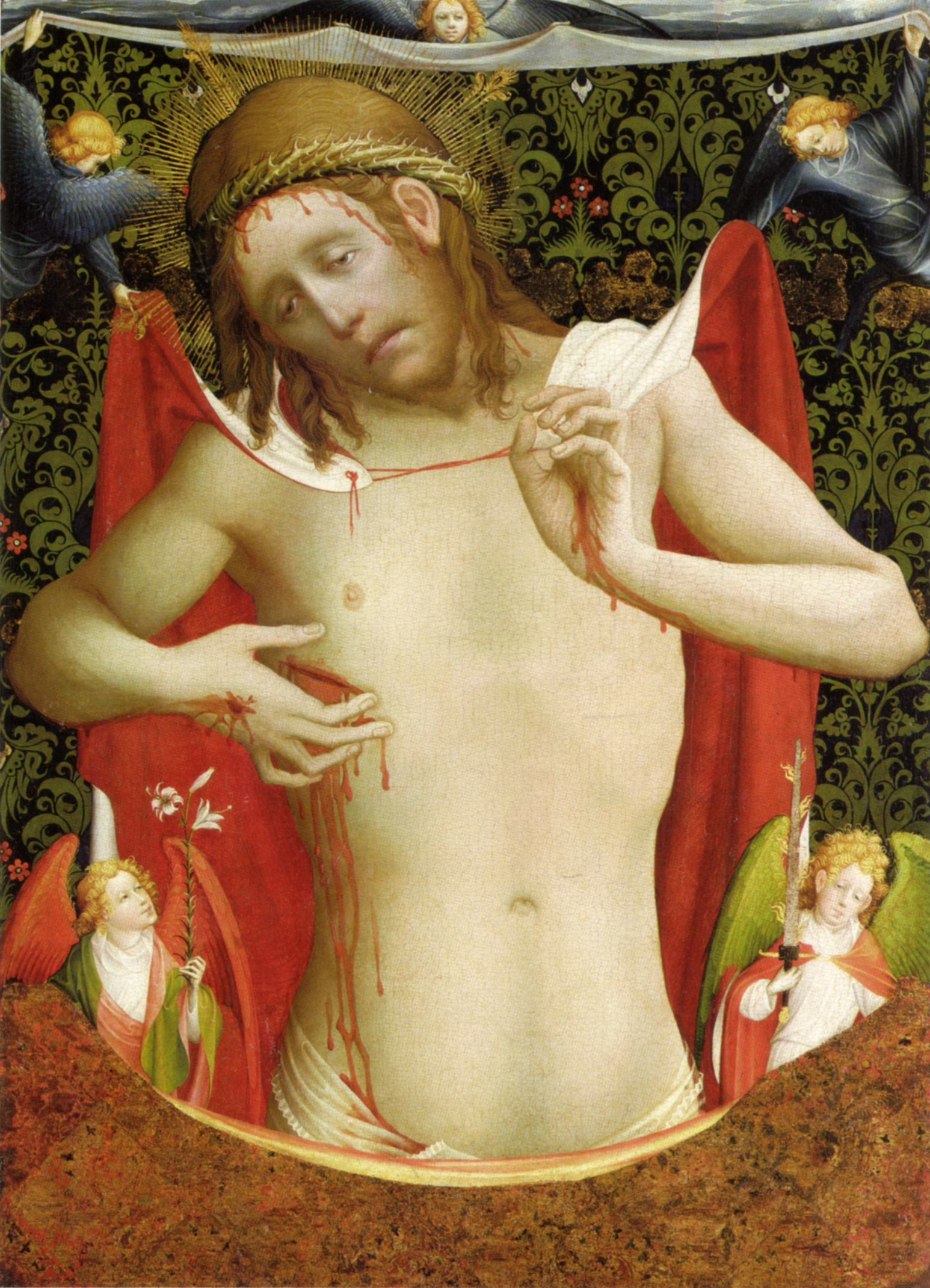
Cristo dolente di Amburgo